# Take a Walk
«Take a Walk» —en español: «Salgo a caminar»— es una canción de la banda estadounidense de indie pop Passion Pit incluida en su segundo álbum de estudio, Gossamer (2012). La canción fue compuesta y producida por el líder de la banda Michael Angelakos, y contó con la coproducción de Chris Zane. Fue lanzado como el primer sencillo del álbum en mayo de 2012. El video musical fue dirigido por David Wilson en colaboración con Creators Project.
Según la revista Rolling Stone consideró a la canción como la tercera mejor del año 2012.

## Lista de canciones
Descarga digital
1. «Take a Walk» – 4:23

Descarga digital – remix single
1. «Take a Walk» (The M Machine Remix) – 4:23

## Posicionamiento en listas y certificaciones
| Listas (2012-13)                            | Mejor posición |
| ------------------------------------------- | -------------- |
| Bélgica (Flandes) (Ultratip Bubbling Under) | 27             |
| Canadá (Hot 100)                            | 97             |
| Estados Unidos (Billboard Hot 100)          | 84             |
| Estados Unidos (Rock Songs)                 | 9              |
| Estados Unidos (Alternative Songs)          | 5              |
| Estados Unidos (Adult Pop Songs)            | 24             |
| Francia (SNEP)                              | 84             |
| Japón (Japan Hot 100)                       | 36             |

| País           | Organismo certificador | Certificación | Ventas  | Ref.  |
| -------------- | ---------------------- | ------------- | ------- | ----- |
| Estados Unidos | RIAA                   | Disco de Oro  | 500 000 | [ 7 ] |